# 玉门油田
玉门油田是主要位于中国甘肃省玉门市境内的一个油田，是中国最早发现和投入规模开发的油田。目前當地已經有整套石化電廠、化工廠、機械廠等石油上中下游產業配套聚落。
据唐李吉甫《元和郡县图志》记载，早在南北朝时，玉门、酒泉一带居民，就用土法取油，作为照明、润滑、涂革之用。

1937年，地質學家翁文灝就任國民政府經濟部部長兼資源委員會主任。在他的支持下，1938年资源委员会在重庆设“甘肃油矿局筹备处”，當年預算是二十萬法幣。1939年預算是二百三十萬法幣，當年8月11日玉门第一口油井获工业油流，到年底產出428噸原油。1940年投入1,034萬法幣，產量增加到1,346噸原油。1940年资源委员会又撥出500萬美元經費，從美國購買鑽井台與石油設備，但因為日軍攻占緬甸，設備幾乎全部落入日軍之手。1941年三月改組為甘肅油礦局，由孫越崎出任總經理。他提出“自力更生”的口號，動員油礦各部門的專家自己動手設計製造包括煉油裝置在內的石油工業設備。
1946年改称中国石油公司甘青分公司，当时钻井效率低，炼油设备简陋；先后投入开发的有老君庙、鸭儿峡、石油沟、白杨河、单北、青西6个油田。在中華人民共和國成立前，10年累计生产原油52万吨，占当时全国原油产量的95%。在大庆油田发现之前是中国最大的油田，也是中国石油工业的摇篮，现原油开采已逐渐进入衰竭期。
玉门油田生活基地于2005年在酒泉建成并搬迁投运，目前該油田區主要擔任石油相關大學人才的培育。

## 图像

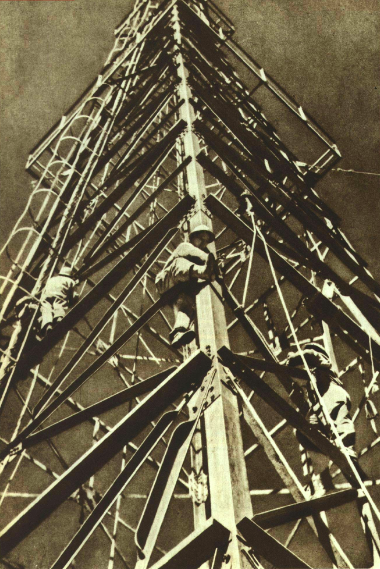
1951年玉门油田
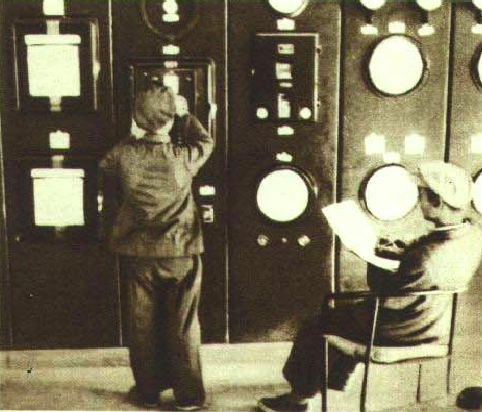
1951年玉门油田
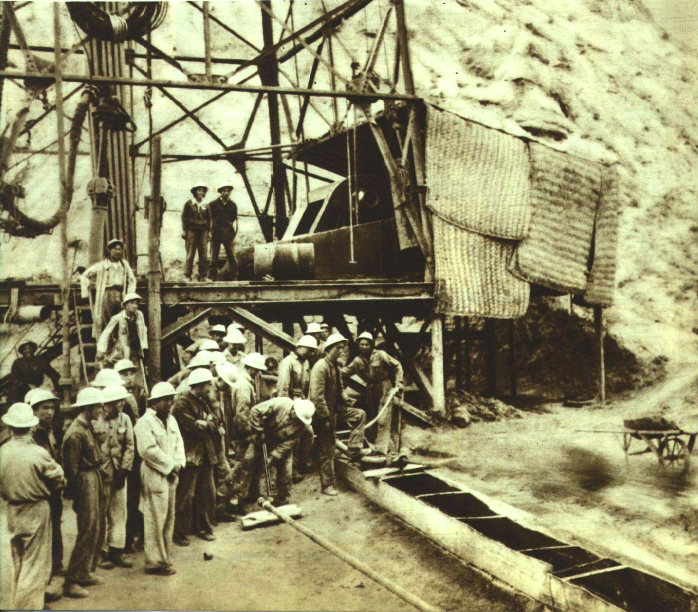
1951年玉门油田
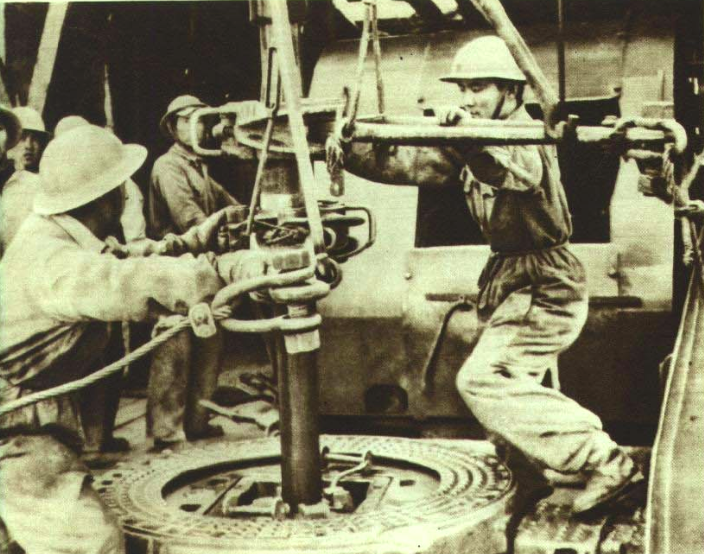
1951年玉门油田
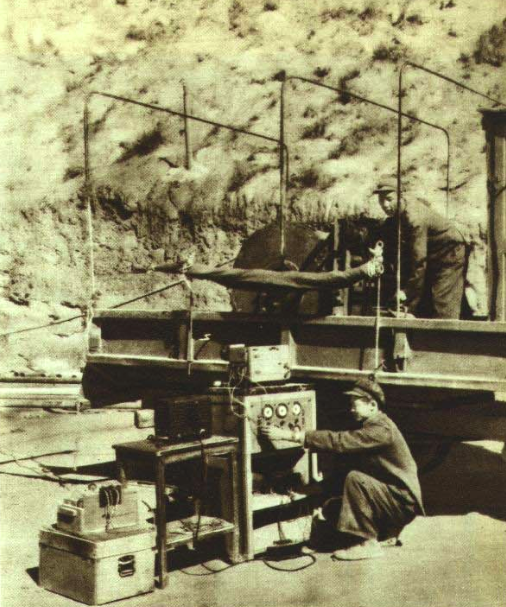
1951年玉门油田
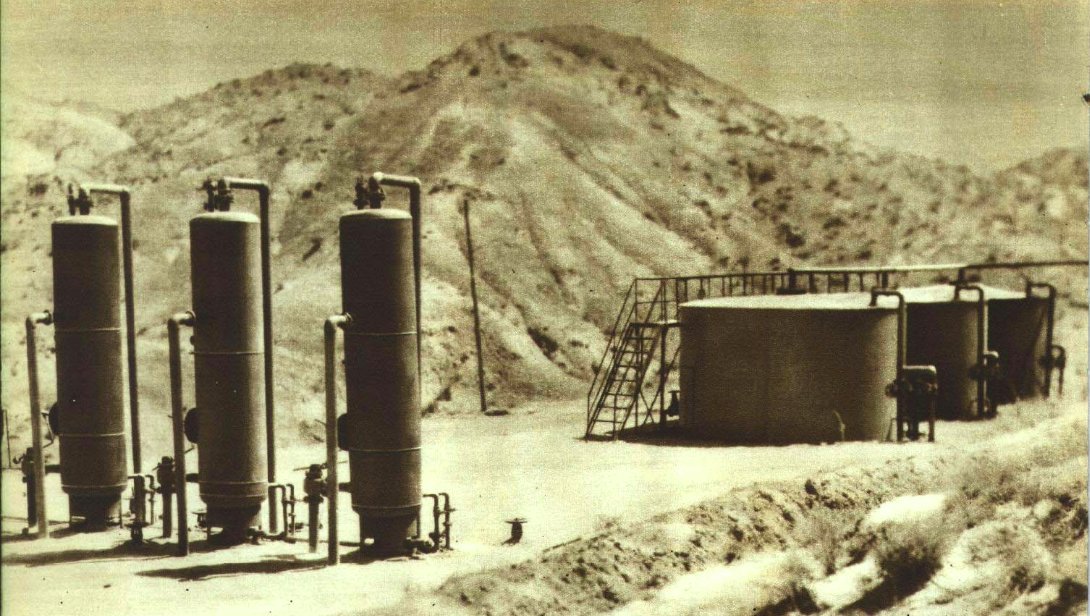
1951年玉门油田
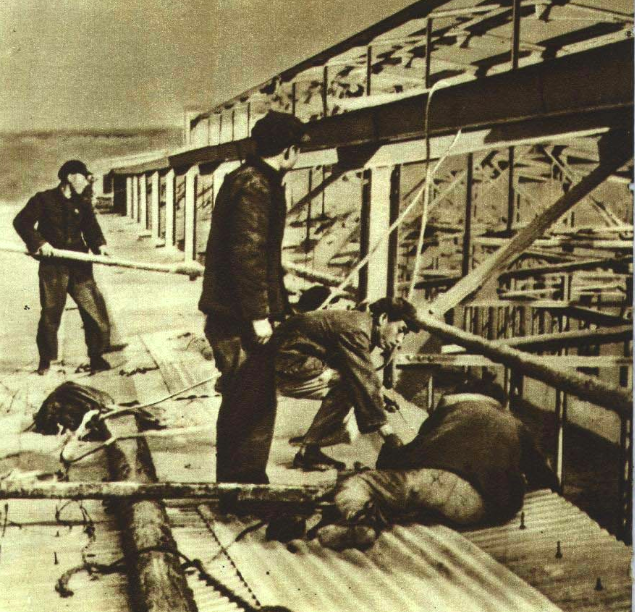
1951年玉门油田
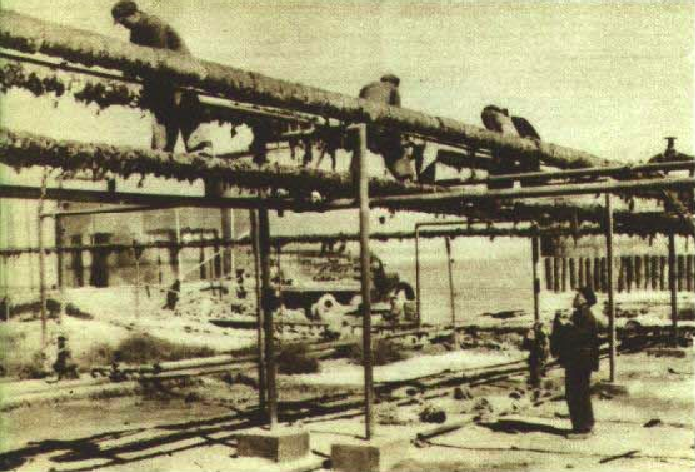
1951年玉门油田
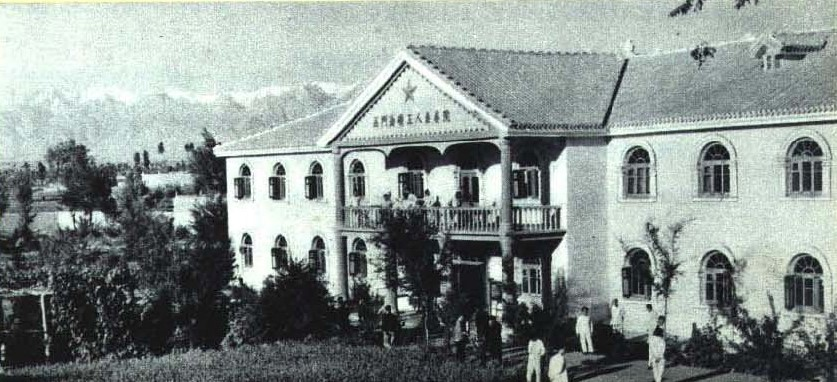
1964年 玉门油矿石油工人疗养所